# 加治村 (新潟県)
加治村（かじむら）は、かつて新潟県北蒲原郡にあった村。

## 沿革
- 1889年（明治22年）4月1日 - 町村制施行に伴い北蒲原郡早道場町、三日市町、上小松村、下小松村が合併し、加治村が発足。
- 1901年（明治34年）11月1日 - 北蒲原郡上舘村、泉村、中川村と合併し、加治村を新設。
- 1914年（大正3年）6月1日 - 加治駅開業（当時は鉄道院信越線支線）。
- 1947年（昭和22年）10月9日 - 昭和天皇の戦後巡幸。昭和天皇が農家、農地を視察[1]。
- 1955年（昭和30年）7月20日 - 北蒲原郡金塚村と合併し、加治川村となり消滅。

## 学校

### 小学校
- 加治村立加治小学校
- 加治村立中川小学校
- 加治村立泉小学校

### 中学校
- 加治村立加治中学校

## 交通

### 鉄道路線
- 日本国有鉄道
  - 羽越本線
    - 加治駅